# Актобе
Актобе (каз. Ақтөбе, рус. Актобе), такође и Актјубинск (рус. Актюбинск) је град у Казахстану, у Актјубинској области, која није променила назив. Према процени из 2010. у граду је живело 357.193 становника.

## Становништво
Према процени, у граду је 2010. живело 357.193. становника.
| 1979.    | 1989.    | 1999.    |
| -------- | -------- | -------- |
| 190.569. | 253.532. | 253.088. |